# Nazionale femminile di pallacanestro della Malaysia
La nazionale femminile di pallacanestro della Malaysia è la rappresentativa cestistica della Malaysia ed è posta sotto l'egida della Federazione cestistica della Malaysia.

## Piazzamenti

### Campionati del mondo
- 1979 - 11°
- 1990 - 16°

### Campionati asiatici
- 1965 - 5°
- 1968 - 5°
- 1970 - 4°
- 1976 - 4°
- 1978 - 4°

- 1980 - 4°
- 1982 - 6°
- 1984 - 5°
- 1986 - 6°
- 1988 - 5°

- 1990 - 5°
- 1994 - 9°
- 1995 - 10°
- 1997 - 8°
- 1999 - 7°

- 2001 - 9°
- 2004 - 6°
- 2005 - 8°
- 2007 - 6°
- 2009 - 7°

- 2011 - 7°
- 2013 - 8°
- 2015 - 5°
- 2023 - 13°

### Giochi asiatici
- 1978 - 5°
- 1986 - 4°
- 2002 - 6°

## Formazioni

### Campionati del mondo
Campionato mondiale femminile di pallacanestro 19794 Yau, 5 Guat, 6 Wee, 7 Sook, 8 Te, 9 Siew, 10 Jok, 11 Siok, 12 Gaik, 13 Sau, 14 Ah, 15 Kim,        All. See Wah Tan
Campionato mondiale femminile di pallacanestro 19904 Leng, 5 Keng, 6 Fong, 7 May, 8 Teo, 9 Chu, 10 Sim, 11 Shan, 12 Yong, 13 Hung, 14 Nee, 15 Eng,        All. Wang Deli

### Campionati asiatici
Campionato asiatico femminile di pallacanestro 20014 Ton, 5 Choo, 6 Kew, 7 Low, 8 Yoong, 9 Low, 10 Chow, 11 Bong, 12 Kuah, 13 Liew, 14 Loke, 15 Tie,        All. -
Campionato asiatico femminile di pallacanestro 20044 Goh, 5 Tai, 6 Choo, 7 Low, 8 Yoong, 9 Chong, 10 Chow, 11 Kew, 12 Beh, 13 Thoh, 14 Chew, 15 Cheng,        All. Tan See-wah
Campionato asiatico femminile di pallacanestro 20054 Goh, 5 Teo, 6 Chan, 7 Low, 8 Yoong, 9 Low, 10 Chow, 11 Pee, 12 Beh, 13 Thoh, 14 Lee, 15 Ang,        All. -
Campionato asiatico femminile di pallacanestro 20074 Goh, 5 Teo, 6 Chan, 7 Low, 8 Thoh, 9 Ang, 10 Chow, 11 Kew, 12 Beh, 13 Yong, 14 Hee, 15 Lee,        All. Tan See-wah
Campionato asiatico femminile di pallacanestro 20094 Goh, 5 Yakoob, 6 Yong, 7 Ang, 8 Thoh, 9 Pang, 10 Pee, 11 Kew, 12 Beh, 13 Chen, 14 Hee, 15 Rajintiran,        All. -
Campionato asiatico femminile di pallacanestro 20114 Saw, 5 Teo, 6 Yong, 7 Ang, 8 Yaakob, 9 Pang, 10 Chen, 11 Kew, 12 Rajintiran, 13 Goh, 14 Hee, 15 Yap,        All. Tan See-wah
Campionato asiatico femminile di pallacanestro 20134 Saw, 5 Yap F., 6 Yong, 7 Ang, 8 Low, 9 Pang, 10 Lee, 11 Kew, 12 Ting, 13 Goh, 14 Hee, 15 Yap C.,        All. Tan See-wah
Campionato asiatico femminile di pallacanestro 20155 Chong, 6 Saw, 8 Ooi, 10 Tai, 23 Lee, 25 Ng, 29 Low, 35 Yap, 69 Ting, 71 Wong, 88 Choo, 00 Pang,       All. Yoong Sze-yuin
Campionato asiatico femminile di pallacanestro 20231 Tan, 3 Chia, 4 Hiew, 6 Saw, 7 Ang, 8 Ooi, 9 Low, 12 Rajintiran, 14 Er, 23 Pang, 24 Foo, 35 Yap,        All. Tracy York

### Giochi asiatici
Pallacanestro ai XIV Giochi asiatici4 Loke, 5 Tai, 6 Choo, 7 Low B., 8 Yoong, 9 Low M., 10 Chow, 11 Kew, 12 Beh, 13 Bong, 14 Chew, 15 Tie,        All. -